# Burg Pazin
Die Burg Pazin [Pasin] (kroatisch Kaštel Pazin, italienisch Castello di Montecuccoli, deutsch Burg Mitterburg) ist eine mittelalterliche Burg innerhalb der Stadt Pazin im Zentral-Istrien, Westkroatien. Sie ist die größte und eine der besterhaltenen Burganlagen in der Gespanschaft Istrien. Heute beherbergt die Burg das städtische Museum sowie das Ethnographische Museum Istriens.

## Lage
Die Paziner Burg befindet sich im gebirgigen Hinterland Istriens, fast im geographischen Zentrum der Halbinsel. Auf einem steilen Felsen oberhalb der tiefen Schlucht der Karstflusses Pazinčica erbaut, befindet sich die Burg heute inmitten der Stadt Pazin.

## Geschichte
Die erste Erwähnung der Burg erfolgte im 10. Jahrhundert, und zwar als Castrum Pisinum in einer Urkunde, ausgestellt von  Kaiser Otto II. am 7. Juni 983, in der der Besitz der Burg dem Bischof von Poreč bestätigt wurde. Im 12. Jahrhundert traten die Bischöfe von Poreč den Besitz an Meinhard von Schwarzenburg (kroatisch Črni grad) ab, dann an Meinhard I, Graf von Görz und seinen Nachfolgern.
Albert IV, Markgraf von Görz, starb 1374 ohne Nachkommen, und die Burg kam in den Besitz der Habsburger. In den nächsten Jahrhunderten vermieteten die Habsburger sie oder gaben sie als Lehen an verschiedene mit ihnen verbündete Adelsfamilien (Auersperg, Barbo, Della Torre, Devinski, Dürr, Eggenberg, Flangini, Fugger, Khevenhüller, Mosconi, Turinetti, Walsee u. a.).
1766 wurde die Burg an Antonio Laderchi de Montecuccoli verkauft und blieb im Besitz seiner Familie bis 1945.
Viele Jahrhunderte war die Paziner Burg der administrative Sitz der Grafschaft Pazin (kroatisch Pazinska grofovija/Pazinska knežija, italienisch Contado di Pisino, deutsch Grafschaft Mitterburg) oder der Grafschaft Isterreich (Grafschaft Istrien), verwaltet entweder von einem Kastellan oder vom Graf selbst.

## Fotos

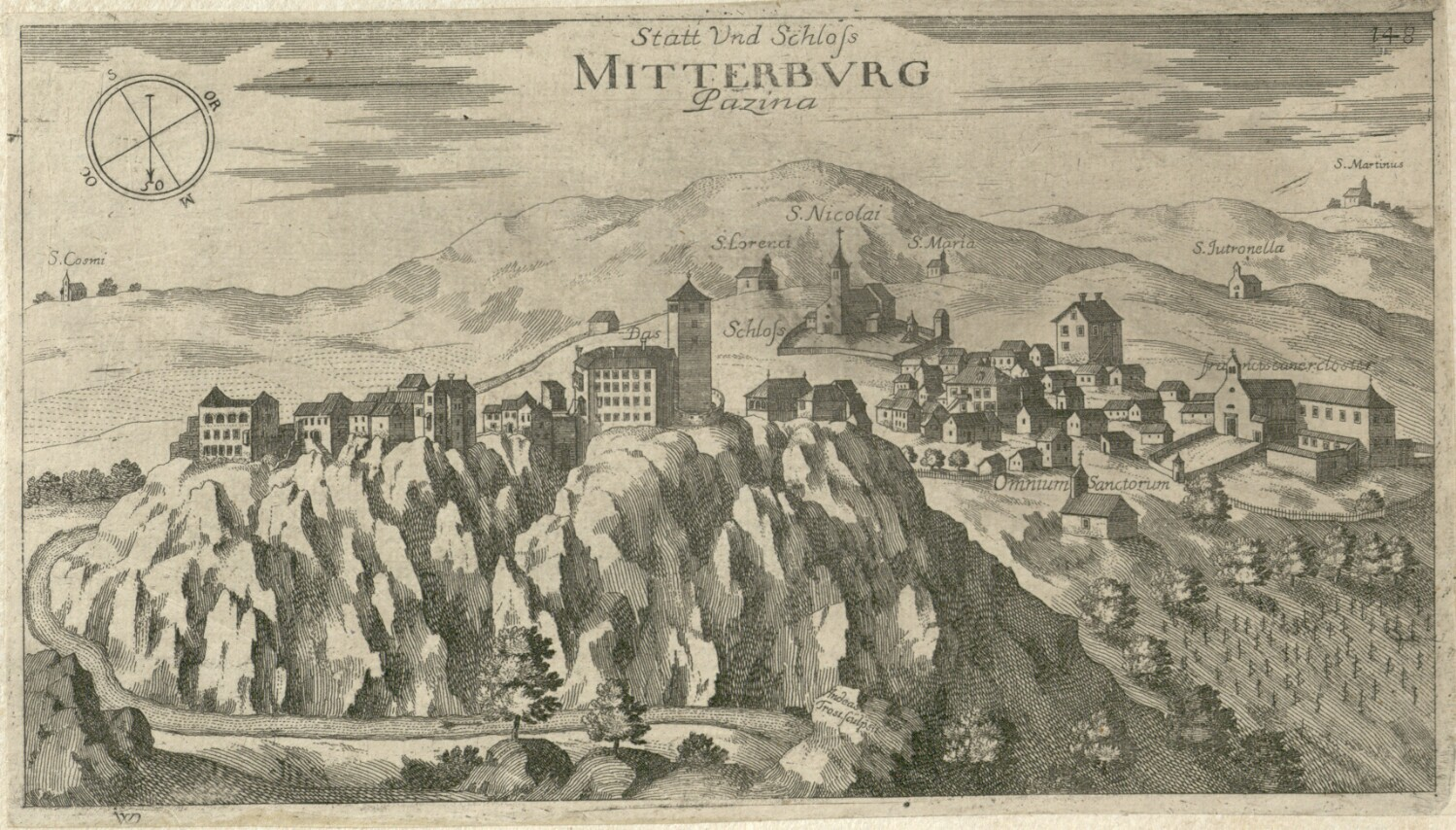
Darstellung der Burg im 17. Jahrhundert
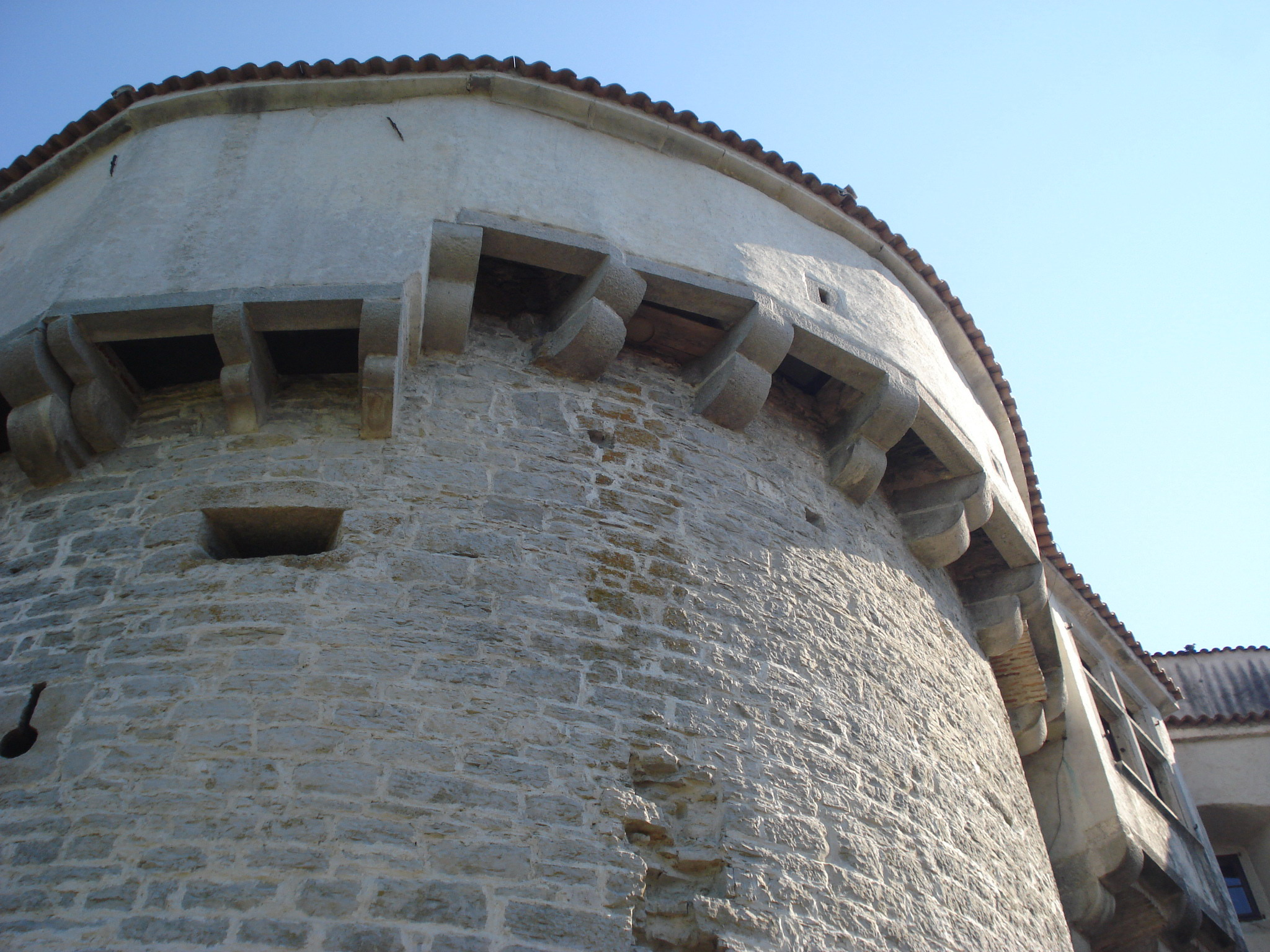
Blick auf den halbrunden Turm der Burg
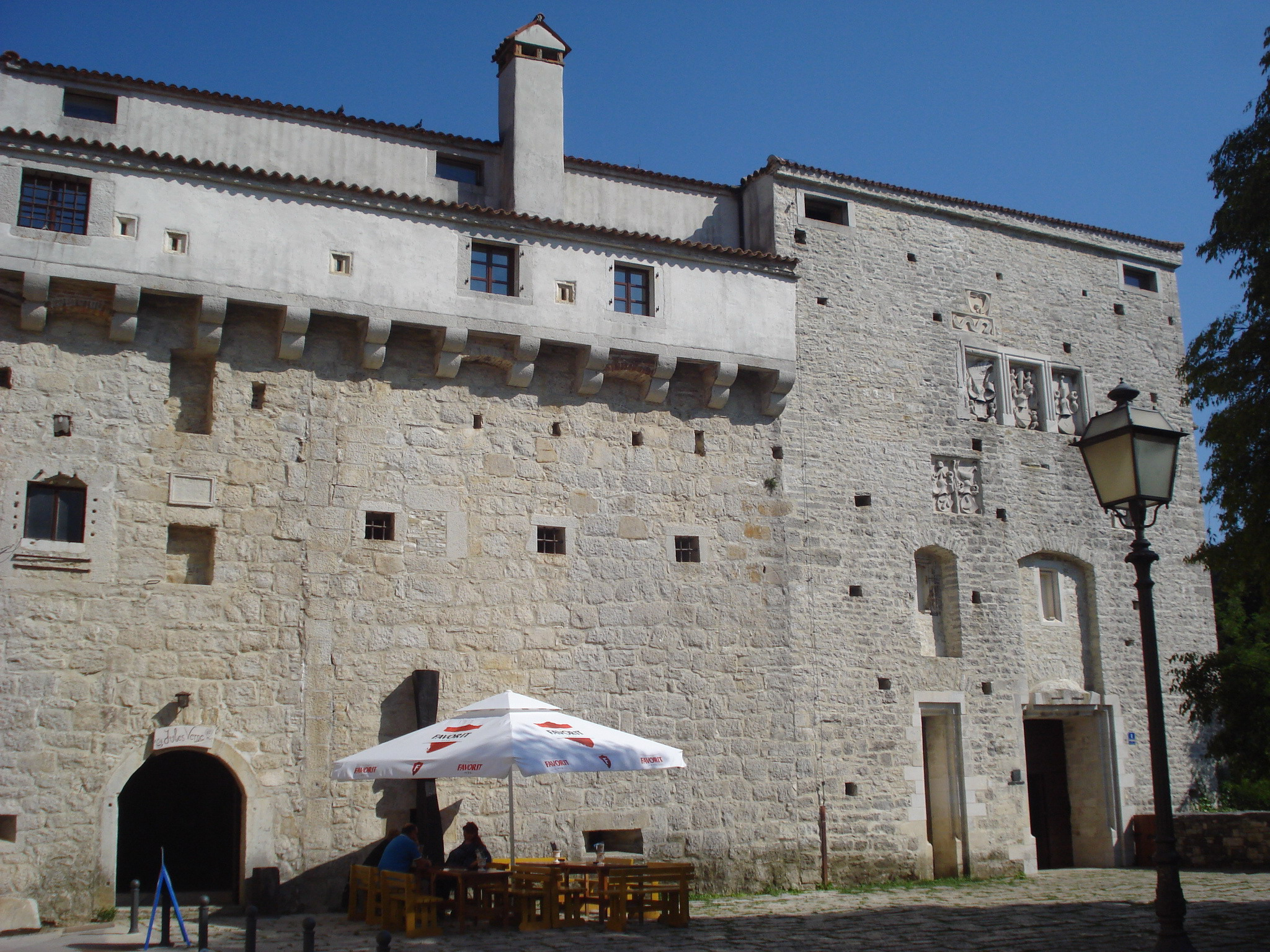
Westliche Seite der Burg mit der Eingang
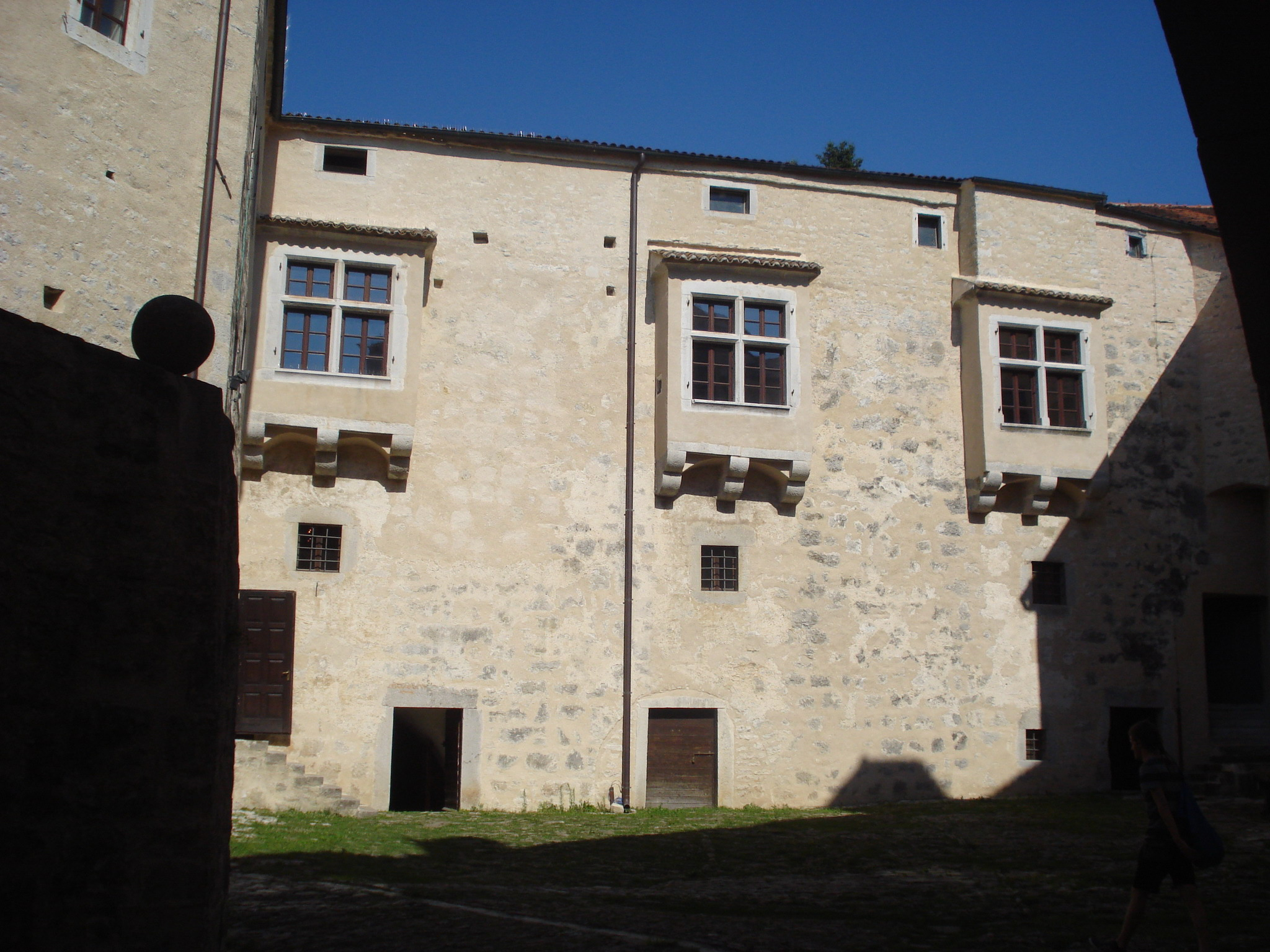
Innenhof der Burg